# أراكامونية ليزنرية
الأراكامونية الليزنرية (الاسم العلمي:Aracamunia liesneri) ، التي جمعتها R.Liesner و F. Delascia في عام 1987 ، هي النوع الوحيد في جنس الأراكامونية Aracamunia. إنه النبات الوحيد في الفصلية السحلبية التي يشتبه بقوة في أنها آكلة اللحوم. تحمل الأراكامونية اللينرية هياكل غريبة وجامدة تشبه اللسان بنتوءات لزجة على ما يبدو تنبثق من قواعد أوراقها.
تم العثور عليه في سيرو أراكاموني في فنزويلا وهي منطقة ذات تربة فقيرة التغذية تفضل على ما يبدو ظهور الأنواع المتشابهة (آكلة اللحوم).